# Arenigobius leftwichi
Arenigobius leftwichi é uma espécie de peixe da família Gobiidae e da ordem Perciformes.

## Habitat
É um peixe marítimo, de clima subtropical e demersal.

## Distribuição geográfica
É encontrado na Austrália e Nova Caledónia.

## Observações
É inofensivo para os humanos.